# Акбергенов, Ибадулла
Ибадулла Акбергенов (каз. Ибадулла Ақбергенов; 1907, Сузакский район Туркестанская область — 1938/39) — советский учёный, первый кандидат физико-математических наук Казахстана (1935), доцент (1936).
В 1931 году окончил физико-математический факультет Ташкентского Центрально-Азиатского университета. С 1936 года заведующий кафедрой математического анализа в Казахском государственном университете.
Основной научный труд «О приближённом решении интегрального уравнения Фредгольма второго рода и определении его собственных значений».
Арестован 14 марта 1938 года и приговорён к расстрелу 11 ноября 1938 года. Реабилитирован 29 августа 1957 года.